# Český Brod (nádraží)
Český Brod je železniční stanice na železniční trati Praha–Kolín ve městě Český Brod na adrese Krále Jiřího 212. Doprava zde byla zahájena roku 1845.

## Historie
První výpravní budova na českobrodském nádraží byla postavena v roce 1845 a autorem návrhu byl architekt Anton Jüngling. Budova byla situována v místě ležícím před nynější budovou směrem do kolejiště. V letech 1928–1929 ji nahradila nynější budova na jižní straně trati, jejímž autorem byl architekt Ředitelství státních drah Praha-jih Ing. arch. František Koula, syn architekta (a shodou náhod i českobrodského rodáka) Jana Kouly. Stavbu provedla firma Františka Jilemnického z Prahy. Pro stavbu řaditelnou k rondokubismu je typické výrazné členění průčelí.
Dalšími úpravami prošlo nádraží v 50. letech 20. století v souvislosti s rozšířením úseku Praha-Běchovice – Poříčany o třetí kolej a elektrizací trati. V této době proběhla demolice výtopny, vybudování nástupišť a podchodů. Nové zakrytí vstupu do podchodu s úschovnou zavazadel stylově navázalo na stávající stavbu.
V roce 2010 prošla budova celkovou rekonstrukcí, která přišla téměř na 20 milionů Kč.
1. června 2012 se započalo s postupnými úpravami okolních prostor, které trvaly do 30. května 2013. Předpokládaná cena byla před zahájením úprav odhadnuta na 31 168 135 Kč. Bylo vybudováno nové parkoviště, rekonstruována přilehlá část ulice Krále Jiřího a silnice do Liblic (vč. vybudování nových zastávek), a napojení na silnice III/3301 a II/113. Při úpravách fyzicky zanikly ve veřejném prostoru zbytky vlečky do bývalého cukrovaru.
V roce 2015 bylo dokončeno prodloužení podchodu do místní části Škvárovna ležící na severní straně trati a vybudování bezbariérových přístupů na nástupiště nákladem téměř 116 milionů Kč.[nedostupný zdroj]